# Аралбаева, Лейла Кадимовна
Лейла Кадимовна Аралбаева (Ишмуратова; род. 14 марта 1977 года, Уфа) — российская журналистка и телеведущая, музыковед. Член Союза композиторов Республики Башкортостан, член Союза журналистов России и Республики Башкортостан, лауреат Премии Правительства Республики Башкортостан им. Шагита Худайбердина в области журналистики за 2017 год, лауреат республиканских конкурсов и международной премии ТЮРКСОЙ в области журналистики. Обозреватель по культуре информационной службы Информационного агентства «Башинформ».

## Биография
Родилась 14 марта 1977 года в городе Уфа, Башкирской Автономной ССР в семье народного поэта Башкирии Кадима Аралбая. Окончила Уфимское училище искусств (1996) и Уфимский государственный институт искусств по специальности «Музыковедение» (2002). Дипломная работа — «Традиции народной музыкальной драмы в операх Загира Исмагилова». В 2004—2007 годах обучалась в аспирантуре Уфимской государственной академии искусств.
Осуществила перевод на башкирский язык Словаря музыкальных терминов (Уфа, 1997).
В 2000—2002 годах работала лектором-музыковедом в музыкально-литературном лектории Башкирской государственной филармонии. В журнале «Башкортостан кызы» вела рубрику «История одной песни», по итогам 2004 года стала лауреатом. В 2007 году на основе этих публикаций выпустила книгу на башкирском языке «Бер йырҙың тарихы» («История одной песни»).
В 2002—2011 годах работала редактором творческого объединения «Музыка» Государственной телерадиокомпании «Башкортостан». Как автор и ведущая создала около 200 телепередач в различных жанрах. Постоянно работала в жанре творческого портрета (композиторы Нур Даутов, Салават Низаметдинов, Муфтадин Гилязев, пианистка Татьяна Погодина, флейтист Радик Динахметов, певцы Альфия Каримова, Владимир Копытов, Асия Смакова и т. д.). Вела на башкирском и русском языках вечернее ток-шоу в прямом эфире «На сон грядущий». В 2003—2004 гг. на телеканале БСТ выходила авторская передача Лейлы Аралбаевой — тележурнал «Муз-ревю», где получала освещение музыкальная жизнь республики, принимали участие видные деятели искусства. В 2005 году — автор и ведущая башкирских выпусков популярного в республике еженедельного обозрения «Парк культуры», а также корреспондент русских выпусков. Освещала яркие концертные и театральные события, фестивали и конкурсы. Для сбора материала выезжала в творческие командировки по республике и городам России — Москву, Казань, Саратов, Сочи, в 2007 году освещала гастроли Государственного академического ансамбля народного танца имени Файзи Гаскарова по городам Италии. В качестве руководителя творческой группы выезжала в Братиславу (2007, Словакия).
Была автором сценария и редактором музыкально-развлекательных программ «Муз-базар», «Афарин», «Мир глазами звезд», «Дарю песню», юмористических концертов. В 2005 году вышел авторский проект Лейлы Аралбаевой «Монъязма», посвященный историям популярных песен башкирских композиторов с известным артистом Расулем Карабулатовым в роли ведущего.
Популярностью пользовался авторский проект «Династии», рассказывающий о семьях потомственных композиторов и музыкантов Башкортостана (Каримовы, Фоменко, Хамидуллины, Сулеймановы, Касимовы, Набиевы, Сальмановы и т. д.), где она выступила как исследователь-историк и биограф-музыковед. В 2011 году создала ряд телеочерков в рубрике «Современники» («Замандаштар»).
Лейла Аралбаева принимала участие в телефестивале «Культура в эфире» (Нижнекамск, Казань, Татарстан, 2003, 2005), Школе-семинаре критиков музыкального театра, работающего при Международном Собиновском фестивале в Саратове (2004—2007). В 2006 году работала куратором коллегии критиков Международного фестиваля тюркоязычных театров «Туганлык».
С 2006 г. Лейла Аралбаева является членом Союза композиторов Республики Башкортостан.
В 2011 году работала начальником отдела по связям с общественностью в Башкирской государственной филармонии. В 2011—2013 гг. работала главным консультантом отдела развития гуманитарной сферы, молодёжной политики и спорта в Аппарате Правительства Республики Башкортостан, где курировала сферу культуры и искусства, общественные организации, а также проведение международных мероприятий. В 2013—2014 гг. — заместитель начальника отдела программного развития отрасли и пресс-секретарь Министерства культуры Башкортостана. В Уфимском государственном институте искусств имени Загира Исмагилова работала преподавала на кафедре «Менеджмент организации».
С апреля 2014 года по настоящее время работает обозревателем по культуре информационной службы Информационного агентства «Башинформ». Публикуется в разделе «Культура» сайта ИА «Башинформ» и Общественной электронной газете в жанрах заметки, информации, репортажа, интервью, рецензии. Большой интерес вызвали публикации интервью с проживающим в США композитором Робертом Газизовым, солисткой Астана-опера Альфией Каримовой, драматургом Шаурой Шакуровой, композитором Айратом Каримовым, музыкантом Артуром Назиуллиным, дирижёром и автором башкирского гимна Фаритом Идрисовым, режиссёром из Татарстана Фаритом Фарисовым и другими.
Принимала участие во Всемирных форумах тюркоязычных стран и общин в Кыргызстане, Турции, на Кипре, Вечере башкирской и татарской дружбы в Азербайджане. За статью «Путешествие в солнечный город Баку» стала лауреатом журнала «Башкортостан кызы» за 2016 год.
В марте 2016 года в качестве модели принимала участие в дефиле модной мусульманской одежды в рамках фестиваля «Ладья. Арт. Ремесла. Сувениры».
С 2016 года Лейла Аралбаева является членом Союза журналистов России и Республики Башкортостан.

## Награды и звания
- Заслуженный работник культуры Республики Башкортостан (2019)
- Лауреат премии Правительства Республики Башкортостан им. Ш. Худайбердина за 2017 год.
- Лауреат республиканских конкурсов за лучшие материалы о культуре, за лучшее освещение Года культуры в Республике Башкортостан (2014).
- Лауреат Международной премии ТЮРКСОЙ в области печати (2015)[5].

## Публикации (в научных сборниках)
- Баянист Минниахмет (творческий портрет Минниахмета Гайнетдинова) // Всем на удивление! (на башк.яз.) – Уфа, 1999;
- Народный артист РБ М.И. Гайнетдинов // Фольклор народов Башкортостана и Татарстана: проблемы и задачи. – Уфа, 1999;
- Характерные черты народной музыкальной драмы (на примере «Хованщины» М.П. Мусоргского) // Музыка, живопись, театр: проблемы истории, теории и педагогики. – Уфа, 2000;
- Традиции народной музыкальной драмы в опере З.Г. Исмагилова «Салават Юлаев» // Идея свободы в жизни и творчестве Салавата Юлаева. – Уфа, 2004;
- Башкирская опера во взаимодействии с национальной литературой (на примере оперы «Рабочий» Г. Альмухаметова, С. Габяши, В. Виноградова) // Национальная политика и культура в современных условиях. – Уфа, 2006. – Ч. 2;
- Опера «Рабочий» Г. Альмухаметова, С. Габяши, В. Виноградова (к вопросу о связях башкирской оперы с национальной литературой) // Художественный текст: его автор и исполнитель. – Уфа, 2007;
- История одной песни. – Уфа, 2007;
- Оперы башкирских композиторов 1940–1950-х гг. по драмам Баязита Бикбая // Художник и эпоха. – Уфа, 2008;
- Башкирская опера 1940-х – начала 1950-х гг.. в связях с национальной литературой (на примере произведений по драме С.Мифтахова «Хакмар») // Творчество композиторов Якутии в контексте развития национальных композиторских школ: Материалы всероссийской научной конференции. – Якутск, 2009;
- Стихи Акмуллы в одноимённой опере З. Исмагилова // IV Международные Акмуллинские чтения. – Уфа, 2009.

## Статьи (в газетах, журналах и на интернет-ресурсах в том числе)
- Наследие Ядкара // Рампа. — 2001. — № 3;
- Ода батырам (творческий портрет фольклорно-эстрадной группы «Караван-сарай») // Рампа. — 2001. — № 7-8;
- Достойная награда (лауреат премии «Филантроп» башкирский композитор С. Низаметдинов) // Ватандаш. — 2006. — № 10; Архивная копия от 16 августа 2017 на Wayback Machine
- Остров мечты Айгуль (творческий портрет А. Муратовой) // Ватандаш. — 2007. — № 6; Архивная копия от 16 августа 2017 на Wayback Machine
- Я и Ты (творческий портрет танцоров Юлии Чигвинцевой и Рафаэля Сагитова) // Тамаша. — 2011. — № 3;
- Джаз в цифрах и фактах // Тамаша. — 2011. — № 4.
- Лейла Аралбаева. Рушанна Бабич: «Очень важно, что искусство стало ценностью в государстве». bashinform.ru. АО ИА «Башинформ» (9 февраля 2018). Дата обращения: 9 февраля 2018. Архивировано 9 февраля 2018 года.

На башкирском языке:
- Баянист Минниахмет // Тамаша. — 1998. — № 2;
- Соловушек (творческий портрет Л. Ишемьяровой) // Башкортостан кызы. — 2000. — № 1;
- На мировых широтах (творческий портрет С. Аргинбаевой) // Башкортостан кызы. — 2000. — № 10;
- Повелитель мелодий (к юбилею композитора З. Исмагилова) // Агидель. — 2002. — № 1;
- Героиня башкирской оперы. (творческий портрет А. Каримовой) // Башкортостан кызы. — 2005. — № 1;
- Озеро лебедей // Тамаша. — 2008. — № 2.;
- Рубрика «История одной песни» в журнале «Башкортостан кызы» (2003. — № 7-11; 2004. — № 1-7, 9);
- Рубрика «Монъязма» в журнале «Шонкар» (2009. — № 6, 8, 10, 2010. — № 2);
- «Путешествие в солнечный город Баку» // «Башкортостан кызы». — 2016.